# Australia ai Giochi olimpici
Le colonie che formano l'Australia hanno partecipato per la prima volta ai Giochi olimpici nel 1896. L’Australia diventa un Commonwealth nel 1901.
Gli atleti australiani hanno vinto un totale di 596 medaglie ai Giochi olimpici estivi e 19 ai Giochi olimpici invernali.
Il Comitato Olimpico Australiano fu creato e riconosciuto nel 1895.

## Medaglieri

### Medaglie ai giochi estivi
| Giochi                             | Oro                         | Argento                     | Bronzo                      | Totale                      |
| ---------------------------------- | --------------------------- | --------------------------- | --------------------------- | --------------------------- |
| 1896 Atene                         | 2                           | 0                           | 0                           | 2                           |
| 1900 Parigi                        | 2                           | 0                           | 3                           | 5                           |
| 1904 St. Louis                     | 0                           | 0                           | 0                           | 0                           |
| 1908 Londra                        | come parte dell'Australasia | come parte dell'Australasia | come parte dell'Australasia | come parte dell'Australasia |
| 1912 Stoccolma                     | come parte dell'Australasia | come parte dell'Australasia | come parte dell'Australasia | come parte dell'Australasia |
| 1920 Anversa                       | 0                           | 2                           | 1                           | 3                           |
| 1924 Parigi                        | 3                           | 1                           | 2                           | 6                           |
| 1928 Amsterdam                     | 1                           | 2                           | 1                           | 4                           |
| 1932 Los Angeles                   | 3                           | 1                           | 1                           | 5                           |
| 1936 Berlino                       | 0                           | 1                           | 1                           | 2                           |
| 1948 Londra                        | 2                           | 6                           | 5                           | 13                          |
| 1952 Helsinki                      | 6                           | 2                           | 3                           | 11                          |
| 1956 Melbourne (nazione ospitante) | 13                          | 8                           | 14                          | 35                          |
| 1960 Roma                          | 8                           | 8                           | 6                           | 22                          |
| 1964 Tokyo                         | 6                           | 2                           | 10                          | 18                          |
| 1968 Città del Messico             | 5                           | 7                           | 5                           | 17                          |
| 1972 Monaco                        | 8                           | 7                           | 2                           | 17                          |
| 1976 Montreal                      | 0                           | 1                           | 4                           | 5                           |
| 1980 Mosca                         | 2                           | 2                           | 5                           | 9                           |
| 1984 Los Angeles                   | 4                           | 8                           | 12                          | 24                          |
| 1988 Seoul                         | 3                           | 6                           | 5                           | 14                          |
| 1992 Barcellona                    | 7                           | 9                           | 11                          | 27                          |
| 1996 Atlanta                       | 9                           | 9                           | 23                          | 41                          |
| 2000 Sydney (nazione ospitante)    | 16                          | 25                          | 17                          | 58                          |
| 2004 Atene                         | 17                          | 16                          | 16                          | 49                          |
| 2008 Pechino                       | 14                          | 15                          | 17                          | 46                          |
| 2012 Londra                        | 7                           | 16                          | 12                          | 35                          |
| 2016 Rio de Janeiro                | 8                           | 11                          | 10                          | 29                          |
| 2020 Tokyo                         | 17                          | 7                           | 22                          | 46                          |
| 2024 Parigi                        | 18                          | 19                          | 16                          | 53                          |
| Totale                             | 182                         | 192                         | 226                         | 600                         |

### Olimpiadi invernali
| Giochi                      | Oro                | Argento            | Bronzo             | Totale             |
| --------------------------- | ------------------ | ------------------ | ------------------ | ------------------ |
| 1924 Chamonix               | non ha partecipato | non ha partecipato | non ha partecipato | non ha partecipato |
| 1928 St. Moritz             | non ha partecipato | non ha partecipato | non ha partecipato | non ha partecipato |
| 1932 Lake Placid            | non ha partecipato | non ha partecipato | non ha partecipato | non ha partecipato |
| 1936 Garmisch-Partenkirchen | 0                  | 0                  | 0                  | 0                  |
| 1948 St. Moritz             | non ha partecipato | non ha partecipato | non ha partecipato | non ha partecipato |
| 1952 Oslo                   | 0                  | 0                  | 0                  | 0                  |
| 1956 Cortina d'Ampezzo      | 0                  | 0                  | 0                  | 0                  |
| 1960 Squaw Valley           | non ha partecipato | non ha partecipato | non ha partecipato | non ha partecipato |
| 1964 Innsbruck              | 0                  | 0                  | 0                  | 0                  |
| 1968 Grenoble               | 0                  | 0                  | 0                  | 0                  |
| 1972 Sapporo                | 0                  | 0                  | 0                  | 0                  |
| 1976 Innsbruck              | 0                  | 0                  | 0                  | 0                  |
| 1980 Lake Placid            | 0                  | 0                  | 0                  | 0                  |
| 1984 Sarajevo               | 0                  | 0                  | 0                  | 0                  |
| 1988 Calgary                | 0                  | 0                  | 0                  | 0                  |
| 1992 Albertville            | 0                  | 0                  | 0                  | 0                  |
| 1994 Lillehammer            | 0                  | 0                  | 1                  | 1                  |
| 1998 Nagano                 | 0                  | 0                  | 1                  | 1                  |
| 2002 Salt Lake City         | 2                  | 0                  | 0                  | 2                  |
| 2006 Torino                 | 1                  | 0                  | 1                  | 2                  |
| 2010 Vancouver              | 2                  | 1                  | 0                  | 3                  |
| 2014 Soči                   | 0                  | 2                  | 1                  | 3                  |
| 2018 Pyeongchang            | 0                  | 2                  | 1                  | 3                  |
| 2022 Pechino                | 1                  | 2                  | 1                  | 4                  |
| Totale                      | 6                  | 7                  | 6                  | 19                 |

## Medagliere per sport

### Sport estivi
| Sport              | Oro | Argento | Bronzo | Totale |
| ------------------ | --- | ------- | ------ | ------ |
| Nuoto              | 76  | 76      | 76     | 228    |
| Atletica leggera   | 22  | 29      | 32     | 83     |
| Ciclismo           | 18  | 21      | 23     | 62     |
| Vela               | 14  | 9       | 8      | 31     |
| Canottaggio        | 13  | 15      | 17     | 45     |
| Canoa/kayak        | 8   | 9       | 15     | 32     |
| Equitazione        | 6   | 5       | 4      | 15     |
| Tiro a segno       | 5   | 1       | 6      | 12     |
| Hockey su prato    | 4   | 4       | 5      | 13     |
| Tuffi              | 3   | 4       | 8      | 15     |
| Skateboard         | 3   | 0       | 0      | 3      |
| Tennis             | 2   | 1       | 4      | 7      |
| Triathlon          | 1   | 2       | 2      | 5      |
| Pallanuoto         | 1   | 1       | 2      | 4      |
| Sollevamenti pesi  | 1   | 1       | 2      | 4      |
| Taekwondo          | 1   | 1       | 0      | 2      |
| Tiro con l'arco    | 1   | 0       | 2      | 3      |
| Beach volley       | 1   | 1       | 1      | 3      |
| Rugby a 7          | 1   | 0       | 0      | 1      |
| Pentathlon moderno | 1   | 0       | 0      | 1      |
| Pallacanestro      | 0   | 3       | 4      | 7      |
| Pugilato           | 0   | 1       | 6      | 7      |
| Softball           | 0   | 1       | 3      | 4      |
| Lotta              | 0   | 1       | 2      | 3      |
| Surf               | 0   | 1       | 1      | 2      |
| Ginnastica         | 0   | 1       | 0      | 1      |
| Baseball           | 0   | 1       | 0      | 1      |
| Judo               | 0   | 0       | 2      | 2      |
| Totale             | 182 | 192     | 226    | 600    |

### Sport invernali
| Sport       | Oro | Argento | Bronzo | Totale |
| ----------- | --- | ------- | ------ | ------ |
| Freestyle   | 4   | 3       | 2      | 9      |
| Snowboard   | 1   | 3       | 2      | 6      |
| Short track | 1   | 0       | 1      | 2      |
| Skeleton    | 0   | 1       | 0      | 1      |
| Sci alpino  | 0   | 0       | 1      | 1      |
| Totale      | 6   | 7       | 6      | 19     |